# کاروی هوسار
کاروی هوسار (انگلیسی: Károly Huszár; ۱۰ سپتامبر ۱۸۸۲ – ۲۹ اکتبر ۱۹۴۱) سیاستمدار اهل مجارستان بود. وی از ۲۴ نوامبر ۱۹۱۹ تا ۱ مارس ۱۹۲۰ رئیس کشور مجارستان و از ۲۴ نوامبر ۱۹۱۹ تا ۱۵ مارس ۱۹۲۰ نخست‌وزیر این کشور بود.
کاروی هوسار در ۲۹ اکتبر ۱۹۴۱، در سن ۵۹ سالگی درگذشت.
از فیلم‌ها یا برنامه‌های تلویزیونی که وی در آن نقش داشته‌است می‌توان به دکتر مابوزه: قمارباز اشاره کرد.